# فريدي روبنسون
فريدي روبنسون (بالإنجليزية: Freddie Robinson)‏ هو لاعب كرة قدم أمريكية أمريكي، ولد في 1 فبراير 1964 في موبيل في الولايات المتحدة.